# Krowie Bagno
Krowie Bagno este o arie protejată (arie specială de conservare — SAC, sit de importanță comunitară — SCI) din Polonia întinsă pe o suprafață de 535,24 ha, integral pe uscat.

## Localizare
Centrul sitului Krowie Bagno este situat la coordonatele 51°25′13″N 23°18′05″E / 51.4204°N 23.3015°E.

## Înființare
Situl Krowie Bagno a fost declarat sit de importanță comunitară în aprilie 2004 pentru a proteja 4 specii de animale. Situl a fost protejat și ca arie specială de conservare în februarie 2017.

## Biodiversitate
Situată în ecoregiunea continentală, aria protejată conține 6 habitate naturale: Fânețe de joasă altitudine (Alopecurus pratensis, Sanguisorba officinalis), Mlaștini turboase de tranziție și turbării mișcătoare, Depresiuni pe substraturi de turbă de Rhynchosporion, Mlaștini alcaline, Lacuri eutrofice naturale cu vegetație de tip Magnopotamion sau Hydrocharition, Pajiști cu Molinia pe soluri calcaroase, turboase sau argilos-nămoloase (Molinion caeruleae).
La baza desemnării sitului se află mai multe specii protejate de  nevertebrate (4): fluturele auriu (Euphydryas aurinia), fluturele purpuriu (Lycaena dispar), Phengaris nausithous, Phengaris teleius.